# Russische voetbalbeker 2013/14

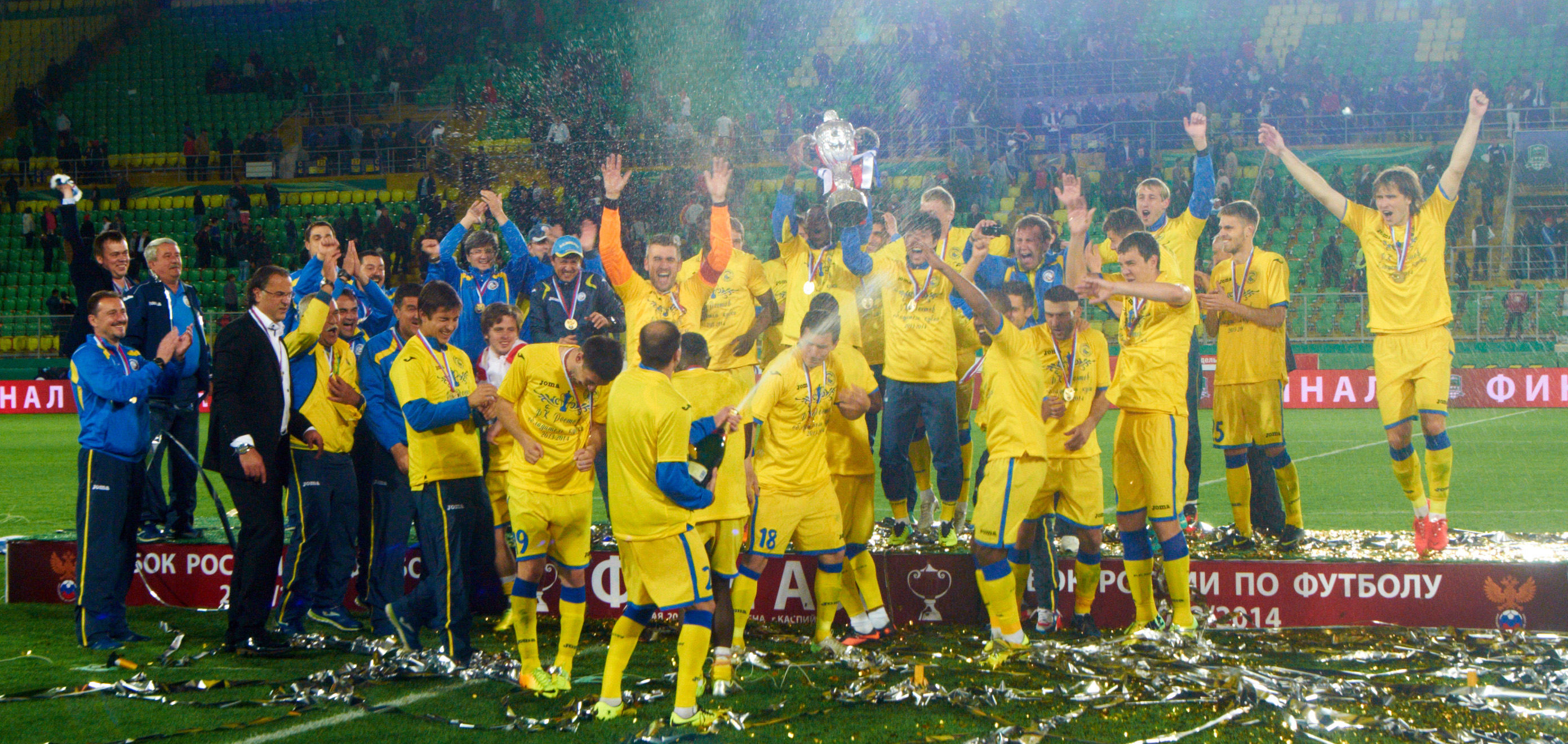
FC Rostov wint de Russische voetbalbeker 2013/2014

De Russische voetbalbeker 2013/14 (Russisch: Кубок России по футболу 2013/14) was de 22ste editie van de strijd om de Russische voetbalbeker sinds de ontmanteling van de Sovjet-Unie. De finale werd gespeeld op 8 mei 2014 en stond onder leiding van scheidsrechter Sergej Karasjov. De winnaar kwalificeerde zich voor de play-offronde van de UEFA Europa League 2014/15. CSKA Moskou trad aan als titelverdediger.

## Eerste ronde
De wedstrijden in de eerste ronde werden gespeeld op 7, 10, 11, 12 en 16 juli 2013.
| Team 1                           | Res.                | Team 2                                 |
| 7 juli                           | 7 juli              | 7 juli                                 |
| -------------------------------- | ------------------- | -------------------------------------- |
| Dagdizel Kaspisk (3)             | 2–0                 | Druzhba Maykop (3)                     |
| MITOS Novocherkassk (3)          | 3–1                 | SKA Rostov (3)                         |
| Vityaz Krymsk (3)                | 2–1                 | Biolog-Novokubansk Progress (3)        |
| Olimpia Volgograd (3)            | 2–4                 | Energiya Volzhsky (3)                  |
| 10 juli                          |                     |                                        |
| Dynamo Kostroma (4)              | 1–1 ns (3-1)</small | Spartak Kostroma (3)                   |
| Tekstilsjtsjik Ivanovo (3)       | 4–2                 | Torpedo Vladimir (3)                   |
| Trevis & VVK St. Petersburg (4)  | 0–1                 | Rus Sint Petersburg (3)                |
| Kolomna (3)                      | 1–2                 | Znamya Trude Orekhovo-Zuyevo (3)       |
| Zenit Moskou (4)                 | 0–6                 | Strogino Moskou (3)                    |
| FK Tosno (3)                     | 2–0                 | Dynamo Vologda (3)                     |
| Volga Tver (3)                   | 1–2                 | Dnjepr Smolensk (3)                    |
| 11 juli                          |                     |                                        |
| Zvezda Ryazan (3)                | 3–0                 | Spartak Tambov (3)                     |
| Khimik Novomoskovsk (4)          | 0–3                 | Podolye Podolsky district (3)          |
| Metallurg-Oskol Stary Oskol (3)  | 1–2                 | Lokomotiv Liski (3)                    |
| Dynamo Bryansk (3)               | 0–0 ns (12-11)      | FK Oryol (3)                           |
| 12 juli                          |                     |                                        |
| Oktan Perm (3)                   | 0–1                 | Dynamo Kirov (3)                       |
| Spartak Yoshkar-Ola (3)          | 0–1                 | Rubin-2 Kazan (3)                      |
| FK Lada Togliatti (3)            | 1–0                 | KAMAZ (3)                              |
| FK Syzran-2003 (3)               | 1–0                 | Nosta Novotroitsk (3)                  |
| FK Tsjeljabinsk (3)              | 2–1 nv              | Tobol Tobolsk (4)                      |
| 16 juli                          |                     |                                        |
| FK Tsjita (3)                    | 3–1                 | Baikal Irkoetsk (3)                    |
| Znamya Trude Orekhovo-Zuyevo (3) | 0–3                 | Shakhta Raspadskaya Mezhdurechensk (4) |
| FK Belogorsk (4)                 | 0–0 ns (5-4)        | Smena Komsomolsk-na-Amure (3)          |

## Tweede ronde
De wedstrijden in de tweede ronde werden gespeeld op 22, 26, 30, en 31 juli 2013.
| Team 1                                   | Res.         | Team 2                     |
| 22 juli                                  | 22 juli      | 22 juli                    |
| ---------------------------------------- | ------------ | -------------------------- |
| FK Tyumen (3)                            | 2–0          | FK Tsjeljabinsk (3)        |
| Dynamo Kirov (3)                         | 0–1          | Zenit Izhevsk (3)          |
| Rubin-2 Kazan (3)                        | 1–4          | Volga Ulyanovsk (3)        |
| FK Syzran-2003 (4)                       | 2–1          | FK Lada Togliatti (3)      |
| 26 juli                                  |              |                            |
| Alaniya II (3)                           | 0–2          | Dagdizel Kaspisk (3)       |
| Gazprom transgaz Stavropol Ryzdvyany (3) | 3–1          | Masjoek-KMV Pjatigorsk (3) |
| Volgar Astrakhan (3)                     | 2–0          | FK Astrakhan (3)           |
| FK Taganrog (3)                          | 0–2          | MITOS Novocherkassk (3)    |
| Energiya Volzhsky (3)                    | 1–3 nv       | Torpedo Armavir (3)        |
| Metallurg Vyksa (3)                      | 1–3          | Metallurg Lipetsk (3)      |
| FK Kaluga (3)                            | 1–2          | Zvezda Ryazan (3)          |
| Tsjernomorets Novorossiejsk (3)          | 1–3 nv       | Vityaz Krymsk (3)          |
| Avangard Kursk (3)                       | 2–0          | Dynamo Bryansk (3)         |
| Podolye Podolsky district (3)            | 0–1          | Vityaz Podolsk (3)         |
| Lokomotiv Liski (3)                      | 3–0          | Fakel Voronezj (3)         |
| Zenit Penza (3)                          | 0–4          | Sokol Saratov (3)          |
| 30 juli                                  |              |                            |
| Sakhalin Yuzhno-Sakhalinsk (3)           | 1–1 ns (2-4) | Yakutiya Yakutsk (3)       |
| Sibiryak Bratsk (3)                      | 0–1          | FK Chita (3)               |
| Amur-2010 (3)                            | 0–1 nv       | FK Belogorsk (4)           |
| Shakhta Raspadskaya Mezhdurechensk (3)   | 1–1 ns (2-4) | Irtysh Omsk (4)            |
| 31 juli                                  |              |                            |
| Rus Sint Petersburg (3)                  | 0–3          | Sever Murmansk (3)         |
| Sibir Novosibirsk (3)                    | 1–2          | Dolgoprudny (3)            |
| Dnjepr Smolensk (3)                      | 0–1          | FK Khimki (3)              |
| Tekstilsjtsjik Ivanovo (3)               | 2–1 nv       | Dynamo Kostroma (4)        |
| Pskov-747 Pskov (3)                      | 2–2 ns (6-7) | FK Tosno (3)               |
| Strogino Moskou (3)                      | 2–1 nv       | Lokomotiv-2 Moskou (3)     |

## Derde ronde
De wedstrijden in de derde ronde werden gespeeld op 10, 11, 13, 17, en 21 augustus 2013.
| Team 1                  | Res.           | Team 2                                   |
| 10 augustus             | 10 augustus    | 10 augustus                              |
| ----------------------- | -------------- | ---------------------------------------- |
| Yakutiya Yakutsk (3)    | 2–1            | FK Belogorsk (4)                         |
| 11 augustus             |                |                                          |
| Sever Murmansk (3)      | 0–3            | FK Tosno (3)                             |
| Dolgoprudny (3)         | 2–1            | Strogino Moskou (3)                      |
| FK Khimki (3)           | 2–1            | Tekstilsjtsjik Ivanovo (3)               |
| 13 augustus             |                |                                          |
| Dagdizel Kaspisk (3)    | 2–1            | Gazprom transgaz Stavropol Ryzdvyany (3) |
| Torpedo Armavir (3)     | 1–0            | Vityaz Krymsk (3)                        |
| MITOS Novocherkassk (3) | 4–0            | Volgar Astrakhan (3)                     |
| Metallurg Lipetsk (3)   | 2–2 ns (11-12) | Sokol Saratov (3)                        |
| Lokomotiv Liski (3)     | 0–1            | Avangard Kursk (3)                       |
| Vityaz Podolsk (3)      | 1–2            | Zvezda Ryazan (3)                        |
| 17 augustus             |                |                                          |
| FK Tyumen (3)           | 0–0 ns (5-4)   | FK Syzran-2003 (3)                       |
| Zenit Izhevsk (3)       | 2–1            | Volga Ulyanovsk (3)                      |
| 21 augustus             |                |                                          |
| Irtysh Omsk (3)         | 1–0            | FK Chita (3)                             |

## Vierde ronde
In deze ronde zullen er 19 teams uit de FNL instromen en strijden met de 13 winnaars uit de derde ronde voor een plaats in de vierde ronde. De wedstrijden werden gespeeld op 31 augustus en 1 september 2013.
| Team 1                  | Res.         | Team 2                         |
| 31 augustus             | 31 augustus  | 31 augustus                    |
| ----------------------- | ------------ | ------------------------------ |
| Dagdizel Kaspisk (3)    | 0–1          | FK Angoesjt Nazran (2)         |
| FK Tyumen (3)           | 1–1 ns (5-3) | Yenisey Krasnojarsk (2)        |
| Spartak Naltsjik (2)    | 1–2 nv       | Alania Vladikavkaz (2)         |
| Zenit Izhevsk (3)       | 1–1 ns (3-4) | Mordovia Saransk (2)           |
| Zvezda Ryazan (3)       | 2–1 nv       | Torpedo Moskou (2)             |
| Avangard Kursk (3)      | 1–2          | FK Chimik Dzerzjinsk (2)       |
| 1 september             |              |                                |
| Yakutiya Yakutsk (3)    | 0–3          | SKA-Chabarovsk (2)             |
| FK Khimki (3)           | 1–2          | Sjinnik Jaroslavl (2)          |
| Irtysh Omsk (3)         | 1–2 nv       | FK Loetsj-Energia (2)          |
| Gazovik Orenburg (2)    | 1–0          | Sibir Novosibirsk (2)          |
| FK Oefa (3)             | 0–1 nv       | FK Neftechimik Nizjnekamsk (3) |
| MITOS Novocherkassk (3) | 1–3          | Saljoet Belgorod (2)           |
| Torpedo Armavir (3)     | 0–1          | Rotor Volgograd (2)            |
| FK Tosno (3)            | 1–0 nv       | Dinamo Sint-Petersburg (2)     |
| Sokol Saratov (3)       | 0–0 ns (3-1) | FK Arsenal Toela (2)           |
| Dolgoprudny (3)         | 1–1 ns (3-1) | Baltika Kaliningrad (2)        |

## Vijfde ronde
In deze ronde zullen de teams uit de Premjer-Liga instromen en strijden met de winnaars uit de vierde ronde voor een plek bij de laatste 16. De wedstrijden werden gespeeld op 30 en 31 oktober 2013.
| Team 1                         | Res.         | Team 2                    |
| 30 oktober                     | 30 oktober   | 30 oktober                |
| ------------------------------ | ------------ | ------------------------- |
| SKA-Chabarovsk (2)             | 2–0          | Volga (1)                 |
| FK Loetsj-Energia (2)          | 4–2          | Rubin Kazan (1)           |
| FK Tosno (3)                   | 0–0 ns (5-3) | FK Oeral (1)              |
| FK Angoesjt Nazran (2)         | 0–1          | FK Rostov (1)             |
| Gazovik Orenburg (2)           | 0–1 nv       | Tom Tomsk (1)             |
| FK Chimik Dzerzjinsk (2)       | 1–2          | CSKA Moskou (1)           |
| FK Tyumen (3)                  | 2–0          | Zenit Sint-Petersburg (1) |
| Dolgoprudny (3)                | 1–4          | Krasnodar (1)             |
| Saljoet Belgorod (2)           | 1–0          | Dinamo Moskou (1)         |
| Sjinnik Jaroslavl (2)          | 0–1          | Spartak Moskou (1)        |
| Mordovia Saransk (2)           | 2–2 ns (4-3) | Amkar Perm (1)            |
| Rotor Volgograd (2)            | 0–0 ns (4-3) | Lokomotiv Moskou (1)      |
| 31 oktober                     |              |                           |
| Zvezda Ryazan (3)              | 2–2 ns (4-2) | Kuban Krasnodar (1)       |
| FK Neftechimik Nizjnekamsk (2) | 1–4          | Terek Grozny (1)          |
| Alania Vladikavkaz (2)         | 1–0          | Anzji Machatsjkala (1)    |
| Sokol Saratov (3)              | 1–1 ns (3-1) | Krylja Sovetov Samara (1) |

## Laatste 16
|                        |                                       |       |                       |                                                                |
| 16 november 2013 11:30 | Krasnodar                             | 3 - 2 | Zvezda Ryazan         | Stadion: Kuban Stadion, Krasnodar, Rusland Toeschouwers: 3.500 |
| 16 november 2013 11:30 | Laborde 27' Laborde 34' Wanderson 62' |       | Mirzov 21' Sivaev 44' | Stadion: Kuban Stadion, Krasnodar, Rusland Toeschouwers: 3.500 |
| 16 november 2013 11:30 |                                       |       |                       | Stadion: Kuban Stadion, Krasnodar, Rusland Toeschouwers: 3.500 |
| 16 november 2013 11:30 |                                       |       |                       | Stadion: Kuban Stadion, Krasnodar, Rusland Toeschouwers: 3.500 |
|                        |                                       |       |                       |                                                                |

|                        |                                              |          |                            |                                                                  |
| 28 november 2013 06:00 | FK Loetsj-Energia                            | 3 - 2 nv | SKA-Chabarovsk             | Stadion: Dynamostadion, Vladivostok, Rusland Toeschouwers: 7.100 |
| 28 november 2013 06:00 | Katsaev 46' Romanenko 93' Koryan 100' (pen.) |          | Slavnov 90' Radchenko 102' | Stadion: Dynamostadion, Vladivostok, Rusland Toeschouwers: 7.100 |
| 28 november 2013 06:00 |                                              |          |                            | Stadion: Dynamostadion, Vladivostok, Rusland Toeschouwers: 7.100 |
| 28 november 2013 06:00 |                                              |          |                            | Stadion: Dynamostadion, Vladivostok, Rusland Toeschouwers: 7.100 |
|                        |                                              |          |                            |                                                                  |

|                    |                                  |       |                       |                                                             |
| 1 maart 2014 14:00 | Terek Grozny                     | 3 - 2 | Mordovia Saransk      | Stadion: Grozny, Achmat Arena, Rusland Toeschouwers: 17.200 |
| 1 maart 2014 14:00 | Bokila 45' Bokila 67' Bokila 90' |       | Samodin 70' Bober 80' | Stadion: Grozny, Achmat Arena, Rusland Toeschouwers: 17.200 |
| 1 maart 2014 14:00 |                                  |       |                       | Stadion: Grozny, Achmat Arena, Rusland Toeschouwers: 17.200 |
| 1 maart 2014 14:00 |                                  |       |                       | Stadion: Grozny, Achmat Arena, Rusland Toeschouwers: 17.200 |
|                    |                                  |       |                       |                                                             |

|              |           |                 |                    |                                                      |
| 2 maart 2014 | FK Rostov | 3 - 0 Walk-over | Alania Vladikavkaz | Stadion: Olimp 2 Stadion, Rostov aan de Don, Rusland |
| 2 maart 2014 |           |                 |                    | Stadion: Olimp 2 Stadion, Rostov aan de Don, Rusland |
| 2 maart 2014 |           |                 |                    | Stadion: Olimp 2 Stadion, Rostov aan de Don, Rusland |
| 2 maart 2014 |           |                 |                    | Stadion: Olimp 2 Stadion, Rostov aan de Don, Rusland |
|              |           |                 |                    |                                                      |

|              |                 |                 |                  |                                            |
| 2 maart 2014 | Rotor Volgograd | 3 - 0 Walk-over | Saljoet Belgorod | Stadion: Volgograd, Rotor Stadion, Rusland |
| 2 maart 2014 |                 |                 |                  | Stadion: Volgograd, Rotor Stadion, Rusland |
| 2 maart 2014 |                 |                 |                  | Stadion: Volgograd, Rotor Stadion, Rusland |
| 2 maart 2014 |                 |                 |                  | Stadion: Volgograd, Rotor Stadion, Rusland |
|              |                 |                 |                  |                                            |

|                    |                              |       |               |                                                            |
| 2 maart 2014 13:00 | CSKA Moskou                  | 2 - 0 | Sokol Saratov | Stadion: Moskou, Arena Khimki, Rusland Toeschouwers: 6.500 |
| 2 maart 2014 13:00 | Mário Fernandes 24' Musa 59' |       |               | Stadion: Moskou, Arena Khimki, Rusland Toeschouwers: 6.500 |
| 2 maart 2014 13:00 |                              |       |               | Stadion: Moskou, Arena Khimki, Rusland Toeschouwers: 6.500 |
| 2 maart 2014 13:00 |                              |       |               | Stadion: Moskou, Arena Khimki, Rusland Toeschouwers: 6.500 |
|                    |                              |       |               |                                                            |

|                     |                |              |          |                                                                 |
| 12 maart 2014 16:30 | Spartak Moskou | 0 - 1 nv     | FK Tosno | Stadion: Moskou, Lokomotivstadion, Rusland Toeschouwers: 10.200 |
| 12 maart 2014 16:30 |                | Filatov 113' |          | Stadion: Moskou, Lokomotivstadion, Rusland Toeschouwers: 10.200 |
| 12 maart 2014 16:30 |                |              |          | Stadion: Moskou, Lokomotivstadion, Rusland Toeschouwers: 10.200 |
| 12 maart 2014 16:30 |                |              |          | Stadion: Moskou, Lokomotivstadion, Rusland Toeschouwers: 10.200 |
|                     |                |              |          |                                                                 |

|                     |                                  |       |            |                                                           |
| 13 maart 2014 12:30 | Tom Tomsk                        | 2 - 1 | FK Tyumen  | Stadion: Tomsk, Trud Stadion, Rusland Toeschouwers: 2.500 |
| 13 maart 2014 12:30 | Saláta 13' Portnyagin 59' (pen.) |       | Fursin 80' | Stadion: Tomsk, Trud Stadion, Rusland Toeschouwers: 2.500 |
| 13 maart 2014 12:30 |                                  |       |            | Stadion: Tomsk, Trud Stadion, Rusland Toeschouwers: 2.500 |
| 13 maart 2014 12:30 |                                  |       |            | Stadion: Tomsk, Trud Stadion, Rusland Toeschouwers: 2.500 |
|                     |                                  |       |            |                                                           |

## Kwartfinales
|                     |                                                                                  |                  |                                                                                |                                                                  |
| 26 maart 2014 13:00 | Tom Tomsk                                                                        | 1 - 1 1 – 2 pen. | FK Loetsj-Energia                                                              | Stadion: Novosibirsk, Spartak Stadion, Rusland Toeschouwers: 700 |
| 26 maart 2014 13:00 | Portnyagin 33'                                                                   |                  | Klopkov 62'                                                                    | Stadion: Novosibirsk, Spartak Stadion, Rusland Toeschouwers: 700 |
| 26 maart 2014 13:00 | Strafschoppen                                                                    |                  |                                                                                | Stadion: Novosibirsk, Spartak Stadion, Rusland Toeschouwers: 700 |
| 26 maart 2014 13:00 | Aleksandr Dovbyna Pavel Golyshev Pavel Nyakhaychyk Zjivko Milanov Valeri Sorokin |                  | Ruslan Koryan Denis Klopkov Rinat Mavletdinov Sergei Bendz Vladimir Ponomaryov | Stadion: Novosibirsk, Spartak Stadion, Rusland Toeschouwers: 700 |
|                     |                                                                                  |                  |                                                                                |                                                                  |

|                     |                                   |       |          |                                                                |
| 26 maart 2014 15:00 | Krasnodar                         | 3 - 0 | FK Tosno | Stadion: Kuban Stadion, Krasnodar, Rusland Toeschouwers: 9.400 |
| 26 maart 2014 15:00 | Ari 11' Mamajev 16' Wanderson 62' |       |          | Stadion: Kuban Stadion, Krasnodar, Rusland Toeschouwers: 9.400 |
| 26 maart 2014 15:00 |                                   |       |          | Stadion: Kuban Stadion, Krasnodar, Rusland Toeschouwers: 9.400 |
| 26 maart 2014 15:00 |                                   |       |          | Stadion: Kuban Stadion, Krasnodar, Rusland Toeschouwers: 9.400 |
|                     |                                   |       |          |                                                                |

|                     |                                          |       |                 |                                                                           |
| 26 maart 2014 17:00 | FK Rostov                                | 3 - 0 | Rotor Volgograd | Stadion: Olimp 2 Stadion, Rostov aan de Don, Rusland Toeschouwers: 13.200 |
| 26 maart 2014 17:00 | Gaţcan 8' Ananidze 60' Dzyuba 75' (pen.) |       |                 | Stadion: Olimp 2 Stadion, Rostov aan de Don, Rusland Toeschouwers: 13.200 |
| 26 maart 2014 17:00 |                                          |       |                 | Stadion: Olimp 2 Stadion, Rostov aan de Don, Rusland Toeschouwers: 13.200 |
| 26 maart 2014 17:00 |                                          |       |                 | Stadion: Olimp 2 Stadion, Rostov aan de Don, Rusland Toeschouwers: 13.200 |
|                     |                                          |       |                 |                                                                           |

|                     |                   |          |              |                                                            |
| 27 maart 2014 17:00 | CSKA Moskou       | 1 - 0 nv | Terek Grozny | Stadion: Moskou, Arena Khimki, Rusland Toeschouwers: 6.000 |
| 27 maart 2014 17:00 | Sjtsjennikov 111' |          |              | Stadion: Moskou, Arena Khimki, Rusland Toeschouwers: 6.000 |
| 27 maart 2014 17:00 |                   |          |              | Stadion: Moskou, Arena Khimki, Rusland Toeschouwers: 6.000 |
| 27 maart 2014 17:00 |                   |          |              | Stadion: Moskou, Arena Khimki, Rusland Toeschouwers: 6.000 |
|                     |                   |          |              |                                                            |

## Halve finales
|                    |             |               |           |                                                                         |
| 16 april 17:30 uur | CSKA Moskou | 0 – 1         | Krasnodar | Arena Khimki, Moskou Toeschouwers: 6.000 Scheidsrechter: Mikhail Vilkov |
| 16 april 17:30 uur |             | 28' Wanderson |           | Arena Khimki, Moskou Toeschouwers: 6.000 Scheidsrechter: Mikhail Vilkov |

|                    |                                                                    |       |                        |                                                                               |
| 17 april 17:30 uur | FK Rostov                                                          | 3 – 1 | FK Loetsj-Energia      | Olimp 2 Stadion, Rostov Toeschouwers: 14.500 Scheidsrechter: Aleksandr Egorov |
| 17 april 17:30 uur | Aleksandr Gaţcan 14' Jano Ananidze 28' Artjom Dzjoeba 90+5' (pen.) |       | 39' Vladimir Romanenko | Olimp 2 Stadion, Rostov Toeschouwers: 14.500 Scheidsrechter: Aleksandr Egorov |

## Finale
|                 |                                                                                               |       |                                                                                                   |                                                                           |
| 8 mei 16:30 uur | FK Krasnodar                                                                                  | 0 – 0 | FK Rostov                                                                                         | Anzji-Arena, Kaspisk Toeschouwers: 19.500 Scheidsrechter: Sergej Karasjov |
| 8 mei 16:30 uur |                                                                                               |       |                                                                                                   | Anzji-Arena, Kaspisk Toeschouwers: 19.500 Scheidsrechter: Sergej Karasjov |
| 8 mei 16:30 uur | Strafschoppen                                                                                 |       |                                                                                                   | Anzji-Arena, Kaspisk Toeschouwers: 19.500 Scheidsrechter: Sergej Karasjov |
| 8 mei 16:30 uur | Andreas Granqvist Márcio Abreu Ricardo Laborde Joãozinho Ari Ragnar Sigurðsson Joeri Gazinski | 5 – 6 | Hrvoje Milić Dmitry Poloz Vitaliy Dyakov Florent Sinama Artjom Dzjoeba Alexandru Gaţcan Igor Lolo | Anzji-Arena, Kaspisk Toeschouwers: 19.500 Scheidsrechter: Sergej Karasjov |